# Rio Branco Esporte Clube
El Rio Branco Esporte Clube, conegut com a Rio Branco és un club de futbol brasiler de la ciutat de Americana a l'estat de São Paulo., els seus colors són blanc i negre.

## Història
El Rio Branco va ser fundat en 1913 amb el nom de Sport Club Arromba. En 1917, el club canvia el seu nom pel Rio Branco Football Club. cinc anys més tard va guanyar el campionat d'Interior. En la dècada del 1940, la secció del futbol s'ha desacivat. En els anys 60, elclub va ser tradüit per a portuguès, per la qual cosa és Rio Branco Futebol Clube. L'any 1979, s'uneix amb l'Americana Esporte Clube, retornant les activitats de futbol. En 2001, el Tigre va obtenir el sisè lloc en el Campionat paulista, l'any següent aconsegueix el tercer lloc sense grans equips. Actualment disputeix el Campionat paulista Série A-3.

## Estadi
El Rio Branco juga a l'estadi Décio Vitta, constrüit en 1971, inaugurat en 1977, amb capacitat a 16.300 espectadors.

## Palmarés
- 2 Campionat Paulista Série A-3: 1968, 2012
- 2 Campionat Paulista del Interior: 1922, 1923